# Paila marina
La paila marina es un plato en la cocina chilena compuesto de una mezcla de mariscos locales (almejas, choritos, navajuelas, machas, picorocos, piures, etcétera), pescado (congrio o salmón), vino blanco, caldo de pescado y especias que se sirve caliente.
Según la tradición sirve para reponerse de la resaca producto de una borrachera, ya que minimiza el efecto del alcohol. También se le atribuyen efectos afrodisíacos. Es un plato muy pedido por los turistas que visitan Chile, por sus características locales y por ser este un país con costa muy extendida.[cita requerida] Tal como el caldillo de congrio, tradicionalmente se sirve en una fuente o plato de greda. Si bien debe ser preparada para consumo inmediato, actualmente se vende elaborada y congelada para recalentarla en microondas.[cita requerida]
Existe otro plato que es similar a la paila marina pero se llama mariscal caliente, que se prepara con machas, cholgas, piure, longaniza, ulte, ají seco; es consumido en las zonas centro y sur de Chile.[cita requerida]

## En la cultura popular
En el episodio 11 de la tercera temporada de la serie Breaking Bad, Gus Fring invita a Walter White a cenar, y prepara una paila marina. Le dice que es un plato chileno que le encanta. Asimismo, en el episodio 7 de la cuarta temporada de Better Call Saul, Gus invita a la doctora encargada de la rehabilitación de Héctor Salamanca a cenar una paila marina, y la convence de que el tratamiento de Héctor ha sido suficiente, hasta ese momento.